# Sabatia calycosa
Sabatia calycosa là một loài thực vật có hoa trong họ Long đởm. Loài này được (Michx.) Pursh ex Sims miêu tả khoa học đầu tiên năm 1813.